# Marek Klaudiusz Marcellus (konsul 196 p.n.e.)
Marcus Claudius Marcellus – polityk rzymski żyjący na przełomie III i II wieku p.n.e. Syn Marka Klaudiusza Marcellusa, pięciokrotnego konsula rzymskiego.
W 208 p.n.e. służył jako trybun wojskowy i wziął udział w bitwie z oddziałami Hannibala pod Wenuzjum, podczas której jego ojciec, pełniący wówczas urząd konsula, zginął, a młodszy Marcellus odniósł w niej rany. W 204 p.n.e. pełnił urząd trybuna ludowego, a w 200 p.n.e. urząd edyla kurulnego. W 198 p.n.e. był pretorem.
W 196 p.n.e. został wybranym konsulem, drugim konsulem na ten rok był Lucjusz Furiusz Purpurion. Marcellus, podczas piastowania tego urzędu, brał udział w działaniach wojennych przeciwko Galom, w których odniósł zwycięstwo. W 189 p.n.e. został wybrany na urząd cenzora.